# Фейтал
Фейтал (порт. Feital)  —  населённый пункт и район в Португалии,  входит в округ Гуарда. Является составной частью муниципалитета  Транкозу. По старому административному делению входил в провинцию Бейра-Алта. Входит в экономико-статистический  субрегион Бейра-Интериор-Норте, который входит в Центральный регион. Население составляет 80 человек на 2001 год. Занимает площадь 5,23 км².
Покровителем района считается Святай Маргарита (порт. Santa Margarida).